# 張九功 (成化進士)
張九功（?—1497年），字敘之，河南河南府陝州人，民籍，明朝政治人物。進士出身。

## 生平
早年出身國子生，河南鄉試第十七名。成化十四年（1478年）戊戌科會試第二十五名，殿試登進士第二甲第八十六名。三月改翰林院庶吉士，十六年十二月授户科給事中，二十三年十月升禮科右，弘治元年（1488年）十月升户科都，三年十月改吏科都，五年五月升太仆寺少卿，丁父憂服闋，十年正月复除原职，七月卒。

## 家族
曾祖父張敏中。父亲張慶，曾任知縣。